# Greenwood, South Carolina
Greenwood är administrativ huvudort i Greenwood County i South Carolina. Orten har fått sitt namn efter John McGehees hus i närheten och ortnamnet stavades ursprungligen Green Wood.